# Union des combattants communistes
L'Union des combattants communistes (Ettehad-e Mobarezan-e Kommonist, en persan اتحاد مبارزان کمونیست, abrégé امک), ou Union des militants communistes, selon la traduction choisie, est un parti politique iranien qui a existé de 1978 à 1983. Il est ensuite devenu l'une des composantes du Parti communiste d'Iran.

## Le Cercle marxiste pour l’émancipation ouvrière
En 1978, Mansoor Hekmat et Hamid Taqvaee fondent à Téhéran le Cercle marxiste pour l’émancipation ouvrière. Au mois de novembre 1978, ils publie leurs « thèses sur la révolution iranienne et le rôle du prolétariat ». À l’aide des outils du Capital de Marx, ils y analysent au contraire l’Iran comme un pays capitaliste dépendant au sein du système impérialiste : le salariat y est devenu la forme principale du revenu pour la majorité des iraniens. Dans cet Iran capitaliste, la « démocratie bourgeoise » et l’indépendance nationale, qui supposent l’existence d’un capital national, sont impossibles. C'est donc au prolétariat d’instaurer la république et la démocratie, qui, dans ces conditions, est directement anti-impérialiste. Pour cela, il doit assurer son hégémonie sur les autres classes menacées par l’impérialisme (paysans, petite bourgeoisie urbaine en voie de décomposition). Cette analyse tranche avec la conception, dominante au sein de l'extrême-gauche, d'un Iran « semi-colonial et semi-féodal », où les tâches politiques à accomplir seraient celles de la « révolution démocratique bourgeoise ».

## L'Union des combattants communistes dans la Révolution iranienne
Dans le contexte de la révolution iranienne, ces thèses vont permettre au cercle de s'agrandir rapidement et se transformer en « Union des combattants communistes ». La nouvelle organisation, qui se réclame du marxisme-léninisme, publie un journal, « Vers le socialisme » (Besooy-e-Sosyalism). Parmi ses militants, outre Mansoor Hekmat et Hamid Taqvaee, on trouve notamment Azar Majedi, Gholam Keshavarz - qui sera assassiné à Chypre en août 1989 par les services secrets iraniens, Iraj Azarin, futur fondateur de l'Unité socialiste des travailleurs - ou encore Mehdi Mirshahzadeh. Ce dernier sera arrêté à l'automne 1982, torturé et finalement exécuté le 13 mai 1984.
Le débat sur la nature du capitalisme en Iran, qui avait présidé à la création du Cercle, prit une nouvelle signification avec la chute du Chah Mohammad Reza Pahlavi et la montée en puissance des islamiste de l'Ayatollah Khomeiny. En effet, ce courant bénéficie du soutien des Bazari, c'est-à-dire de la bourgeoisie marchande, que l'extrême-gauche assimile à la « bourgeoisie nationale ». Pour cette raison, la majeure partie de cette extrême-gauche, y compris le Tudeh pro-soviétique, vont apporter leur soutien, plus ou moins critique, aux islamistes. Par contre, l'Union des combattants communistes, refuse cette assimilation, et dénonce l'existence même d'une « bourgeoisie nationale progressiste » comme un mythe.
Cette conception a été souvent dénoncée comme trotskiste, en raison de sa parenté avec les thèses de Trotsky sur la révolution permanente. L'inspiration est possible, puisque Mansoor Hekmat avait été en contact avec des trotskistes lorsqu'il étudiait en Angleterre. Mais l'Union des combattants communistes ne s'est jamais considérée comme telle. Elle diffère de l'extrême-gauche iranienne sur un autre point, celui du rôle des paysans dans la Révolution : ceux-ci apparaissent rarement dans ses publications, sauf pour souligner leur intégration croissante au prolétariat urbain. À la différence des conceptions maoïstes ou tiers-mondistes, qui attribuent à la paysannerie un rôle moteur dans le processus révolutionnaire, l'UCC ne prend en considération ses revendications que si cela présente un avantage évident pour la classe ouvrière. Cet ouvriérisme se traduit, en termes pratiques, par un travail en direction de la classe ouvrière, mais aussi des chômeurs : elle crée un « comité pour l’unité ouvrière contre le chômage », qui édite son propre journal.
Avec la prise du pouvoir par les islamistes, qu'elle qualifie de contre-révolution, l'UCC fait face à de nouvelles questions. Elle prend position contre l'imposition du hejab pour les femmes, ce qui l'oppose aux autres forces de gauche qui tendent à négliger cette question : les revendications féministes sont alors disqualifiées comme émanant de femmes de la haute société. De la même manière, l'UCC revendique des droits politiques et civils inconditionnels pour tous, alors que les autres organisations les réclament uniquement pour le « peuple ». Cette prise de conscience précoce du danger représenté par les islamistes, qui bénéficient du soutien ou de la neutralité des forces de gauche, vont renforcer la spécificité de l'UCC.

## La guerre Iran-Irak
Déclenchée par l'Irak en septembre 1980, la guerre Iran-Irak pose un cas de conscience à l'ensemble de l'extrême-gauche iranienne. L'UCC refuse toute forme de ralliement au régime, insistant au contraire sur l’armement indépendant de la classe ouvrière en vue de la résistance. Son modèle reste celui de la lutte armée sous direction communiste, citant l’Albanie, la Corée et le Viêt Nam pour modèle. Mansoor Hekmat, quelques jours après les premiers bombardements, propose une ligne de « défense de la révolution contre la guerre des capitalistes ». Cette ligne reste applicable aussi bien dans la zone soumise au régime islamique ou dans celle occupée par l’armée irakienne.
À l'intérieur de l'Iran, les islamistes consolident leur pouvoir et lancent une vague de répression contre l'extrême gauche. Plusieurs militants de l'Union des combattants communistes sont condamnés à mort et exécutés par le régime islamique.

## La lutte armée et la création du Parti communiste d'Iran
Les positions défendues par l'Union des combattants communistes sont discutées dans une partie de la gauche iranienne. Komala, une organisation marxiste-léniniste kurde se rapproche d'elle. Lors de son congrès d’avril 1981, elle se rallie à son programme et propose un travail commun, qui vont déboucher sur une fusion en 1983. Dès le printemps 1982, les membres de l'UCC avaient quitté Téhéran pour rejoindre la zone libérée contrôlée par Komala au Kurdistan.

## Soutien à l'étranger
Les publications de l'Union des combattants communistes furent relayées à l'étranger, non seulement en persan, mais aussi sous la forme de traductions, en langue allemande, anglaise et française. Il existait un groupe de « Partisans étudiants de l'Union des combattants communistes » (en anglais, Supporters of the Union of Communists Militants, abrégée SUCM) actif en Allemagne, aux États-Unis, en France, au Royaume-Uni et en Suède. À la recherche de soutiens extérieurs, ces partisans entrèrent en relation avec plusieurs groupes de la gauche communiste.
En septembre 1983, des militants de SUCM participent à une conférence internationale organisée par la Communist Workers Organisation (Royaume-Uni) et Battaglia Comunista (Italie), à l'occasion des discussions qui ont précédé la création du Bureau international pour le parti révolutionnaire. Ces relations feront l'objet de critiques de la part du Courant communiste international, qui considère l'UCC comme « maoïste », bien qu'il ait également entretenu des relations avec le SUCM. Ces liens n'aboutiront pas, à la fois en raison des divergences de fond et de méthode.